# 韩国航空宇宙产业
韩国航空宇宙产业株式会社（韩语：／ Hanguk hanggong ujusan'eop-jusikhoesa，KAI）是韩国国有航空宇宙公司，主要生产民用、军用飞机和卫星，在《美國國防新聞週刊》2011年世界100强军工企业中排名第72位。

## 历史
1999年4月22日，时任韩国总理金钟泌召开了第二次韩国航天发展政策会议。此次会议之后，韩国政府将原三星航空宇宙公司、大宇重工航空宇宙部和现代宇宙航空公司合并整合，建立韩国航空宇宙产业，作为发展韩国航天业的重要举措。 韩国航空宇宙产业与韩国国防科学研究所、韩国航空宇宙研究院和韩国防务质量保证局一起研发飞机和卫星。
2006年7月28日，韩国航空宇宙产业参与研制的阿里郎2号成功发射升空。 2009年7月，韩国首次研制出国产运输直升机“Surion”
2011年5月，韩国航空宇宙产业基于T-50超音速教练机的轻型攻击机FA-50首飞成功。 
7月，韩国航空宇宙产业研制的韩国首款自行民用小型飞机KC-100试飞成功， ，使韩国成为世界上第28个能够自行制造民用飞机的国家。
2012年，韩国航空宇宙产业获得空中客车公司12亿美元订单。此订单为韩国历史上最大的航空订单。 5月，韩国航空宇宙产业参与研制的阿里郎3号成功发射升空。
韩国航空宇宙产业是波音公司、空中客车、庞巴迪宇航公司、沃特飞机工业公司、贝尔直升机公司及洛克希德·馬丁的合作伙伴。

## 产品

### 教练机
- KT-1教练机（英语：KAI KT-1）
- T-50金鹰式高级教练机

### 战斗机
- KF-16戰鬥機（授權生產）
- FA-50戰鬥攻擊機
- KF-21戰鬥機

### 直升机
- LCH直升機（英语：KAI LCH）
- LAH輕型武裝直升機
- KUH-1完美雄鷹直升機
- MAH-1兩棲攻擊直升機[13]
- 贝尔427
- 贝尔429

### 輕型飞机
- KC-100

### 卫星
- 阿里郎1号（英语：KOMPSAT-1）
- 阿里郎2号
- 阿里郎3号
- 阿里郎5号（英语：KOMPSAT）
- CAS500（英语：CAS500）

### 運載火箭
- 世界號運載火箭

### 升級改造
- P-3CK（翻新自P-3獵戶座海上巡邏機的第二種主要量產型P-3B）
- E-737空中預警機（授權改造）

## 图集

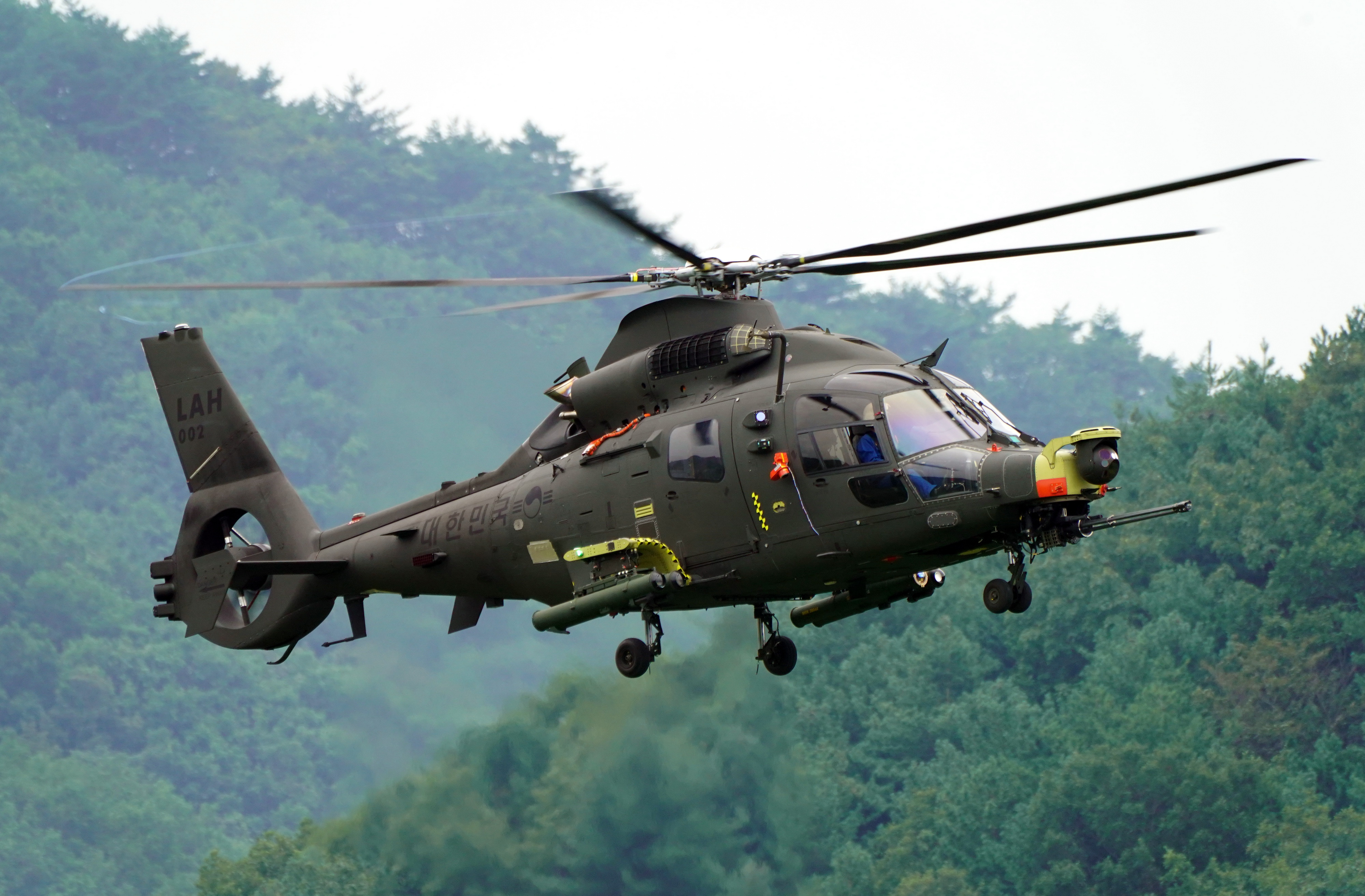
LAH輕型武裝直升機
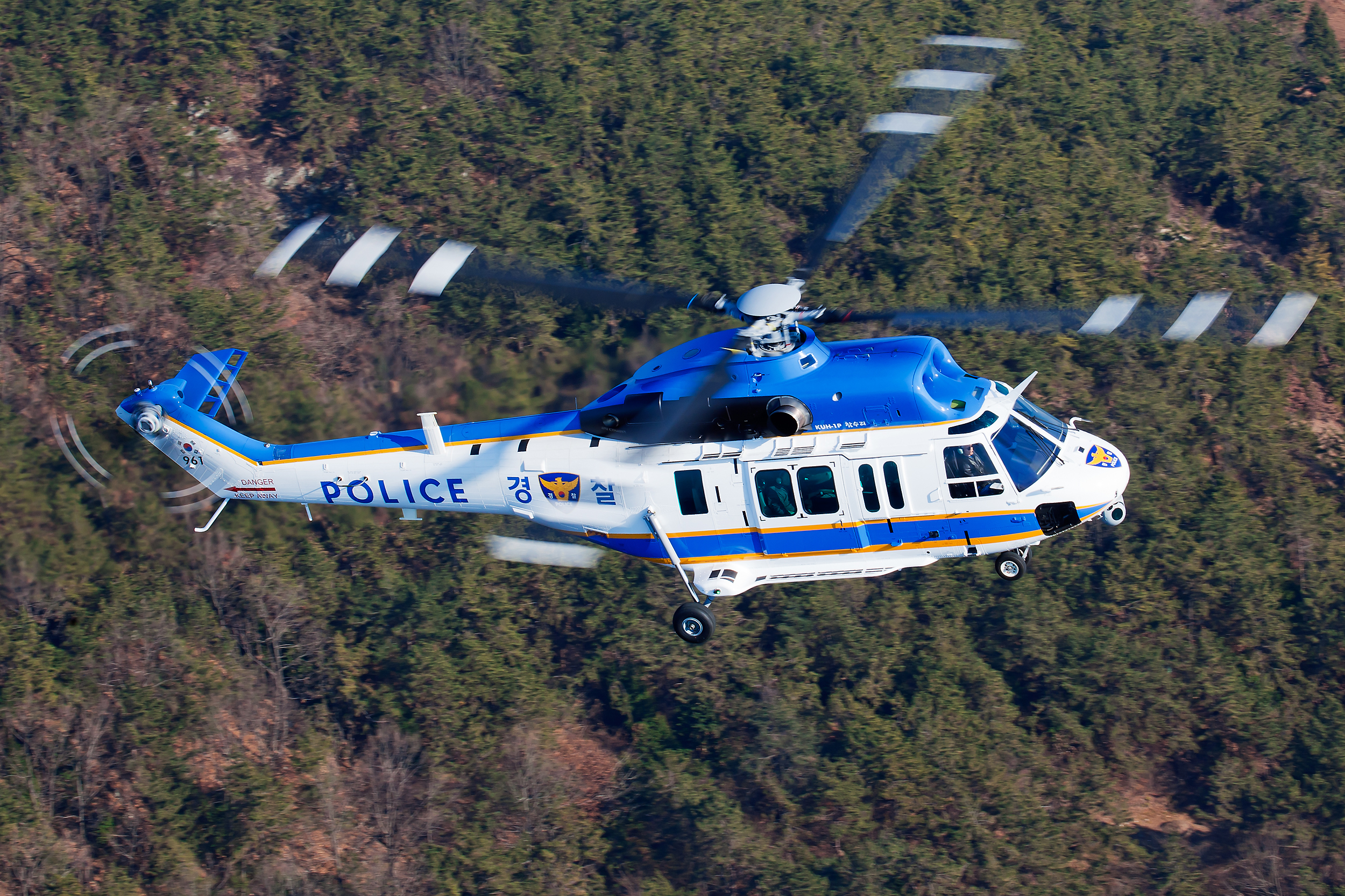
KUH-1完美雄鷹直升機
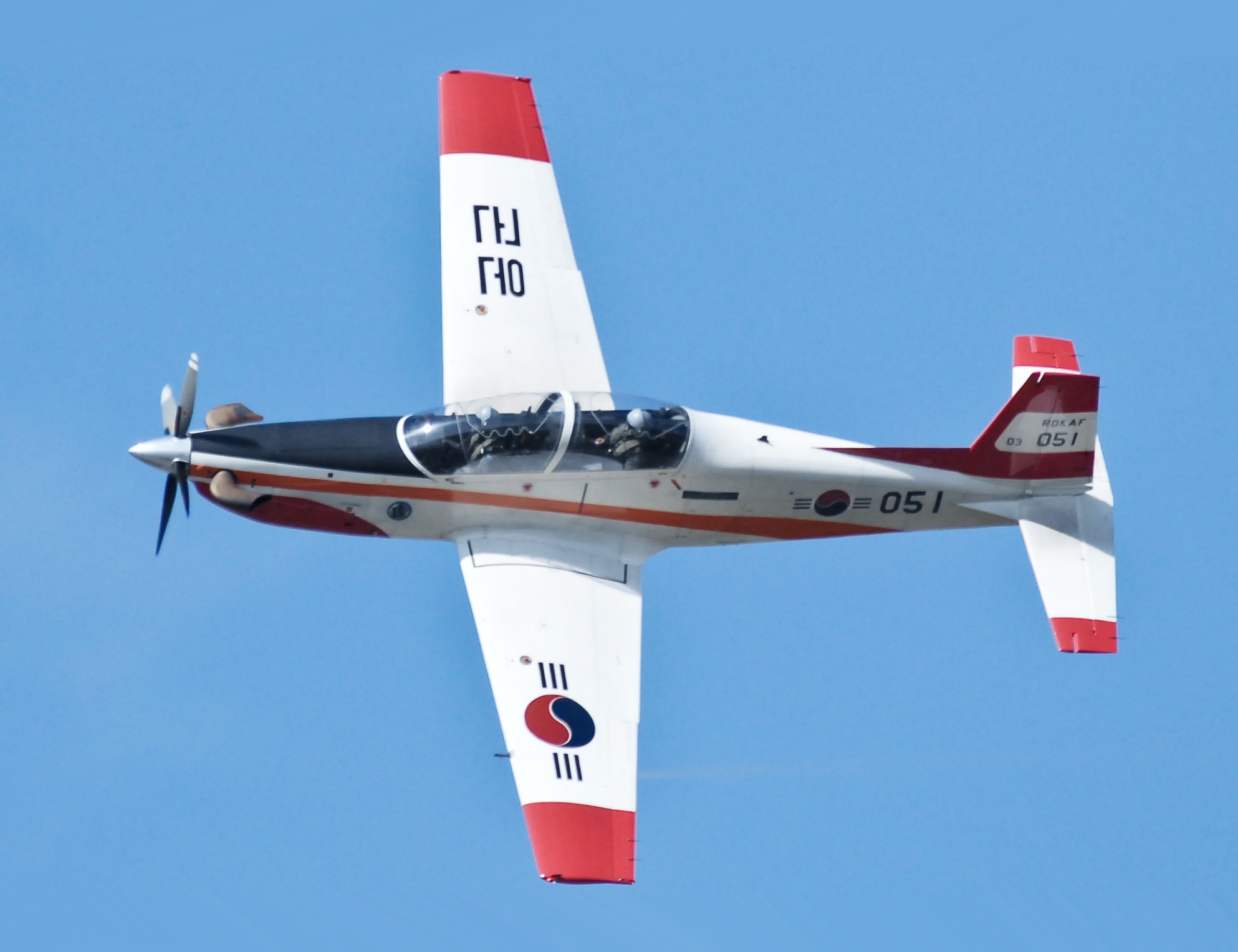
KT-1教練機
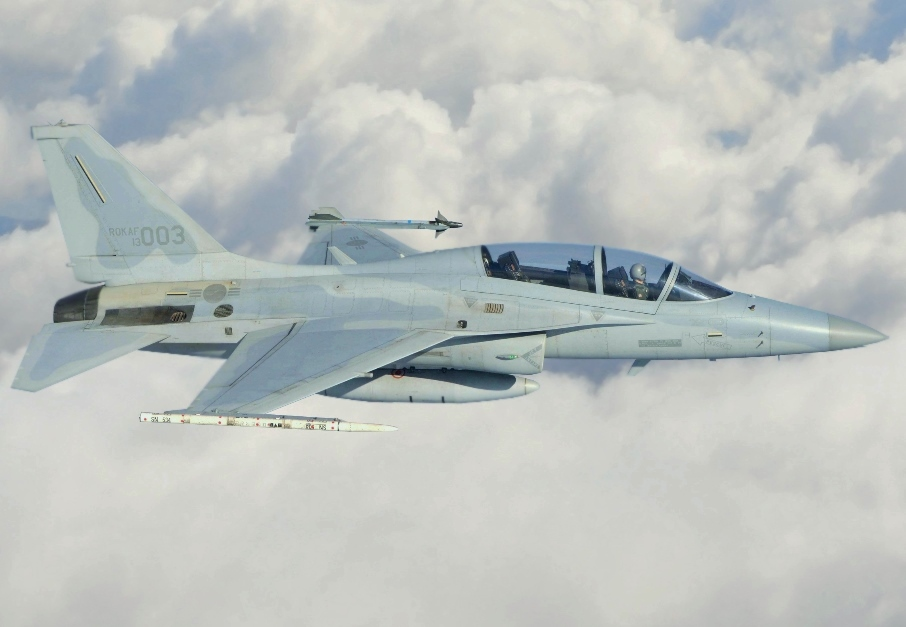
FA-50戰鬥攻擊機
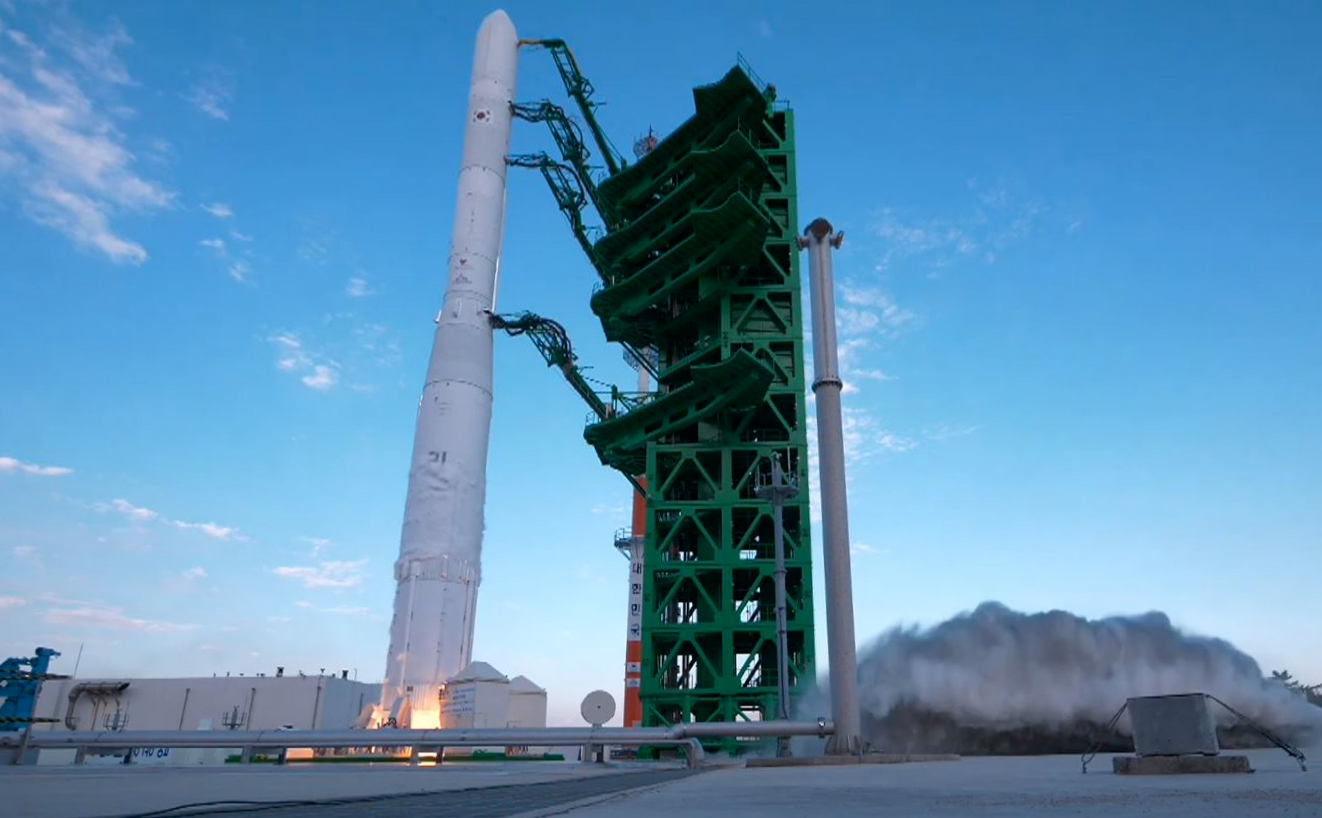
世界號運載火箭